# Стшельце-Кляшторне
Стшельце-Кляшторне (пол. Strzelce Klasztorne) — село в Польщі, у гміні Стшельці-Краєнські Стшелецько-Дрезденецького повіту Любуського воєводства.
Населення — 181 особа (2011).
У 1975-1998 роках село належало до Гожовського воєводства.

## Демографія
Демографічна структура станом на 31 березня 2011 року:
|          | Загалом | Допрацездатний вік | Працездатний вік | Постпрацездатний вік |
| -------- | ------- | ------------------ | ---------------- | -------------------- |
| Чоловіки | 85      | 14                 | 67               | 4                    |
| Жінки    | 96      | 20                 | 60               | 16                   |
| Разом    | 181     | 34                 | 127              | 20                   |